# 茹基夫齊 (茲博羅夫區)
49°41′45″N 25°14′0″E / 49.69583°N 25.23333°E
茹基夫齊（烏克蘭語：Жуківці），是烏克蘭的村落，位於該國西部捷爾諾波爾州，由捷尔诺波尔区負責管轄，始建於1638年，面積0.47平方公里，2001年人口49，人口密度每平方公里103.4人。